# Phyllophaga kohlmanniana
Phyllophaga kohlmanniana är en skalbaggsart som beskrevs av Moron och M. Alma Solis 2000. Phyllophaga kohlmanniana ingår i släktet Phyllophaga och familjen Melolonthidae. Inga underarter finns listade i Catalogue of Life.